# Fukutsu
Fukutsu (jap. 福津市 Fukutsu-shi) ist eine Stadt in Präfektur Fukuoka in Japan.

## Geographie
Fukutsu liegt westlich von Kitakyūshū und nordöstlich von Fukuoka.

## Geschichte
Die Stadt Fukutsu wurde am 24. Januar 2005 gegründet.

## Verkehr
- Straßen:
  - Nationalstraße 3: nach Kitakyūshū oder Kagoshima
  - Nationalstraße 495
- Eisenbahn:
  - JR Kyūshū-Hauptlinie: nach Kitakyūshū oder Kagoshima

## Söhne und Töchter der Stadt
- Makoto Azuma (* 1976), Künstler und Florist

## Weblinks

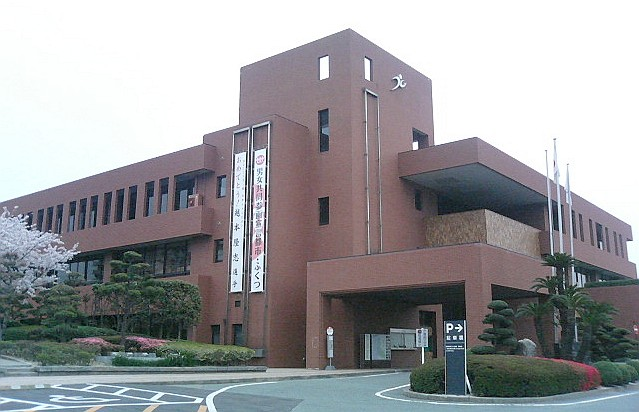
Rathaus von Fukutsu

## Angrenzende Städte und Gemeinden
- Munakata
- Koga
- Miyawaka